# Hilda Castegren

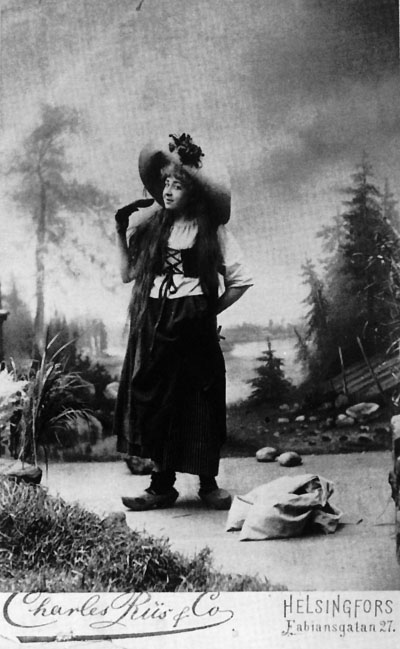
Hilda Castegren i Per Svinaherdes kuliss hos Charles Riis' fotoatelje 1888.

Hilda Carolina Castegren, född Sjöberg den 18 mars 1864 i Stora Råby i Skåne, död den 24 september 1945 på Höstsol i Täby församling, Stockholms län, var en svensk skådespelare och opera- och operettsångerska (sopran).

## Biografi
Redan vid tio års ålder uppträdde Hilda Castegren i Göteborg i skådespelet Salamandern, där hon väckte uppmärksamhet i rollen som en pensionsflicka. Hennes egentliga debut var på Tivoliteatern i Kristiania 1880, då hon, endast 16 år gammal, utförde Giroflés roll i operetten med samma namn. Hon var sedan engagerad som operasångerska vid Tivoliteatern fram till 1885 och därefter vid Nya teatern i Stockholm. Hösten 1887 övergick hon till Svenska Teatern i Helsingfors, där hon så småningom alltmer gick över till talscenen.
Åren 1893–1894 var Castegren anställd vid Vasateatern i Stockholm, dit hon återkom åren 1906–1926. Hon var därefter anställd vid Helsingborgs stadsteater 1926–1929, där hon främst spelade klassiska komiska roller.
Hilda Castegren var en god sopran. Senare ägnade Castegren sig även åt film, hon filmdebuterade 1917 i Tösen från Stormyrtorpet.
Hon var gift med skådespelaren Victor Castegren från 1887 fram till hans död. De fick tre döttrar: skådespelaren Sickan Castegren, Greta Castegren (1890–1966), gift med direktören vid Hallbergs Guldsmeds AB, Sven Jahnsson samt Karin Castegren (1892–1965).
Hilda Castegren begravdes den 5 oktober 1945 på Norra begravningsplatsen utanför Stockholm.

## Filmografi i urval
- 1917 – Tösen från Stormyrtorpet
- 1919 – Ett farligt frieri
- 1920 – Bomben
- 1920 – Bodakungen
- 1920 – Familjens traditioner
- 1922 – Thomas Graals myndling
- 1923 – Anderssonskans Kalle på nya upptåg
- 1923 – Grönköpings veckorevy
- 1924 – Carl XII:s kurir
- 1924 – Halta Lena och vindögda Per
- 1924 – Sten Stensson Stéen från Eslöv
- 1925 – Polis Paulus' påskasmäll
- 1930 – Charlotte Löwensköld
- 1933 – Pettersson & Bendel
- 1933 – Hälsingar
- 1934 – Unga hjärtan
- 1935 – Järnets män
- 1938 – Goda vänner och trogna grannar
- 1943 – Ordet

## Teater

### Roller
| År   | Roll                               | Produktion                                                               | Regi              | Teater                              |
| ---- | ---------------------------------- | ------------------------------------------------------------------------ | ----------------- | ----------------------------------- |
| 1888 | Manuela                            | Farinelli Hermann Zumpe, F. Wilibald Wulff och Charles Cassmann          |                   | Djurgårdsteatern                    |
| 1893 | Maria Möller, Hawermans husjungfru | Livet på landet Fritz Reuter                                             |                   | Svenska Teatern, Helsingfors        |
| 1893 | Lili                               | Lili Hervé, Alfred Hennequin och Albert Millaud                          |                   | Vasateatern Stora Teatern, Göteborg |
| 1893 |                                    | Söndagsbarnet Karl Millöcker, Hugo Wittmann och Julius Bauer             |                   | Stora Teatern, Göteborg             |
| 1906 |                                    | Toto-Tata Antoine Banès, Paul Bilhaud och Albert Barré                   |                   | Djurgårdsteatern                    |
| 1906 |                                    | Nejlikan Ugo Ojetti                                                      |                   | Vasateatern                         |
| 1906 |                                    | Bankrutt Felix Philippi                                                  |                   | Vasateatern                         |
| 1907 |                                    | Fernands giftermål Georges Feydeau                                       |                   | Vasateatern                         |
| 1907 | Joséphine de Beauharnais           | Vackra marseillesiskan Pierre Berton                                     |                   | Vasateatern                         |
| 1907 |                                    | Två gånger två är fem Gustav Wied                                        |                   | Vasateatern                         |
| 1907 |                                    | Cathérine Henri Lavedan                                                  |                   | Vasateatern                         |
| 1907 |                                    | Vid gamla gatan J.M. Barrie                                              |                   | Vasateatern                         |
| 1908 | Mrs Clandon                        | Man kan aldrig veta George Bernard Shaw                                  |                   | Vasateatern                         |
| 1908 | Byggmästarhustrun                  | Det nya huset Thore Blanche                                              |                   | Vasateatern                         |
| 1910 | Fru Tombelle                       | Utan inbjudningskort Tristan Bernard                                     | Knut Nyblom       | Vasateatern                         |
| 1911 | Coralie                            | Coralie och co Maurice Hennequin och Albin Valabrègue                    | Knut Nyblom       | Vasateatern                         |
| 1911 | Fru Essén                          | Silkesstrumpan Algot Sandberg                                            | Knut Nyblom       | Vasateatern                         |
| 1911 | Vivette                            | Buridans åsna Robert de Flers och Gaston Arman de Caillavet              | Knut Nyblom       | Vasateatern                         |
| 1911 | Louise Serjeux                     | Nattlampan Miguel Zamocois                                               |                   | Vasateatern                         |
| 1912 | Mrs Darrel                         | Den nakna sanningen (The Naked Truth) George Paston och W.B. Maxwell     | Knut Nyblom       | Vasateatern                         |
| 1912 | Mrs Peyton                         | Hur man vinner en man (The Lottery Man) Rida Johnson-Young               | Knut Nyblom       | Vasateatern                         |
| 1913 | Miss Prism                         | Mister Ernst (The Importance of Being Ernest) Oscar Wilde                |                   | Vasateatern                         |
| 1913 | Aglaé                              | Borgmästarinnan (La presidente) Maurice Hennequin och Pierre Veber       | Albert Ranft      | Vasateatern                         |
| 1914 | Markisinnan Dolores                | När fruarna resa André Monetzi-Eon och Nicolas Nancey                    | Knut Nyblom       | Vasateatern                         |
| 1914 | Rosa                               | Trötte Teodor Max Neal och Max Ferner                                    | Knut Nyblom       | Vasateatern                         |
| 1915 | Eugenie                            | Nattfrämmande Fritz Friedmann-Frederich                                  |                   | Vasateatern                         |
| 1915 | Helene Griffin                     | Niobe Harry Paulton och Edward Paulton                                   | Oscar Byström     | Vasateatern                         |
| 1915 | Baronessan Duverger                | Ferdinands giftermål Georges Feydeau                                     |                   | Vasateatern                         |
| 1915 | Fru Marosi                         | Försvarsadvokaten Ferenc Molnár                                          | Knut Nyblom       | Vasateatern                         |
| 1916 | Fru Bicot                          | Herkulespillerna Maurice Hennequin                                       |                   | Vasateatern                         |
| 1917 | Fru Chandore                       | Fru Marjolins gudson Maurice Hennequin, Pierre Veber och Henry de Gorsse | Knut Nyblom       | Vasateatern                         |
| 1917 | Fru Fasmer                         | Pultronen Lechmere Worrall och Harold Terry                              | Knut Nyblom       | Vasateatern                         |
| 1918 | Fru Poussinel                      | Damen från bion Nicolas Nancey och Jean Rieux                            | Knut Nyblom       | Vasateatern                         |
| 1918 | Kristin                            | Jag gifta mig – aldrig! Ernst Fastbom                                    | Ernst Fastbom     | Vasateatern                         |
| 1918 | Fru Hornstein                      | Den bättre hälften Franz Arnold och Ernst Bach                           | Knut Nyblom       | Vasateatern                         |
| 1919 | Hertginnan av Castillo             | Hertiginnans halsband Wolfgang Polaczek och Hugo Schönbrunn              | Knut Nyblom       | Vasateatern                         |
| 1920 |                                    | Ska vi – eller inte? Jens Locher                                         | Knut Nyblom       | Vasateatern                         |
| 1921 | Aglaé                              | Borgmästarinnan (La presidente) Maurice Hennequin och Pierre Veber       | Albert Ranft      | Vasateatern                         |
| 1921 | Helene Griffin                     | Niobe Harry Paulton och Edward Paulton                                   |                   | Vasateatern                         |
| 1921 | Madame Denaux                      | En fransysk visit Reginald Berkeley                                      | Nils Johannisson  | Vasateatern                         |
| 1921 |                                    | Komprometterad Frances Nordstrom                                         | Nils Johannisson  | Vasateatern                         |
| 1922 | Bice                               | Nu kommer madame Gilda Varesi och Dolly Byrne                            | Nils Arehn        | Blancheteatern                      |
| 1923 | Grevinnan                          | Andra bröllopsnatten Maurice Hennequin                                   | Knut Nyblom       | Vasateatern                         |
| 1923 |                                    | Jag är skyldig dig en hustru Yves Mirande och Henri Géroule              | Knut Nyblom       | Vasateatern                         |
| 1923 | Madame Penchard                    | Fruar på krigsstråt Georges Feydeau                                      | Albert Ranft      | Vasateatern                         |
| 1924 |                                    | På hal is Franz Arnold och Ernst Bach                                    | Knut Nyblom       | Vasateatern                         |
| 1924 | Aglaé                              | Borgmästarinnan (La presidente) Maurice Hennequin och Pierre Veber       | Albert Ranft      | Vasateatern                         |
| 1924 |                                    | Trettio dagar Augustus Thomas                                            | Ragnar Widestedt  | Vasateatern                         |
| 1925 |                                    | Nattens drottning Franz Arnold, Ernst Bach och Walter Kollo              | Valdemar Dalquist | Vasateatern                         |
| 1925 | Kokerskan                          | Fröken X, Box 1742 Cyril Harcourt                                        | Rune Carlsten     | Djurgårdsteatern                    |
| 1926 | Aglaé                              | Borgmästarinnan (La presidente) Maurice Hennequin och Pierre Veber       | Albert Ranft      | Vasateatern                         |
| 1926 | Markisinnan Dolores                | Sam Jackson i Paris Maurice Hennequin och Henry de Gorsse                | Albert Nycop      | Helsingborgs stadsteater            |
| 1926 | Lady Pennybroke                    | Eliza stannar Henry V. Esmond                                            | Gösta Cederlund   | Helsingborgs stadsteater            |
| 1927 | Grevinnan de la Brière             | Vad varje kvinna vet J.M. Barrie                                         | Elsa Carlsson     | Helsingborgs stadsteater            |
| 1927 | Ebba Karlsdotter                   | Gustav Vasa August Strindberg                                            | Gösta Cederlund   | Helsingborgs stadsteater            |
| 1927 | Maria Eleonora                     | Kristina August Strindberg                                               | Gösta Cederlund   | Helsingborgs stadsteater            |
| 1927 | Hilda                              | Halta Lena och vindögda Per Ernst Fastbom                                | Albert Nycop      | Helsingborgs stadsteater            |
| 1927 | Mrs Lennox                         | Bättre folk Avery Hopwood och David Gray                                 | Gösta Cederlund   | Helsingborgs stadsteater            |
| 1930 | Maria                              | Trions bröllop Sigfrid Siwertz                                           | John W. Brunius   | Oscarsteatern                       |